# فراری اس‌اف۹۰ استراداله
فراری اس‌اف۹۰ استراداله (به ایتالیایی: Ferrari SF90 Stradale) (نوع اف۱۷۳) یک خودروی اسپورت موتور وسط اتصال برقی دوگانه‌سوز است که توسط شرکت خودروسازی ایتالیایی فراری تولید می‌شود. نام این خودرو از خودروی فرمول یک اس‌اف۹۰ و مناسبت نودمین سالگرد تیم مسابقه اسکودریا فراری گذاشته شده است و «استراداله» به معنای «ساخته شده برای جاده» است.

## مشخصات فنی

### حالت‌های باتری و رانندگی
این خودرو دارای باتری لیتیوم یونی ۷٫۹ کیلووات ساعتی برای ترمز احیاکننده است که به خودرو ۲۶ کیلومتر (۱۶ مایل) برد الکتریکی می‌دهد. این خودرو بسته به شرایط جاده دارای چهار حالت رانندگی است. حالت‌ها با دستگیره eManettino موجود روی فرمان تغییر می‌کنند.
حالت eDrive ماشین را فقط روی موتورهای الکتریکی اجرا می‌کند. حالت هیبریدی خودرو را هم بر روی موتور احتراق داخلی و هم بر روی موتورهای الکتریکی اجرا می‌کند و حالت پیش فرض خودرو است. در این حالت، کامپیوتر آنبورد خودرو (که به آن منطق کنترل می‌گویند) نیز در صورت ایده‌آل بودن شرایط، موتور را خاموش می‌کند تا در مصرف سوخت صرفه‌جویی شود و در عین حال به راننده اجازه می‌دهد دوباره موتور را روشن کند. حالت پرفورمنس موتور را برای شارژ باتری‌ها روشن نگه می‌دارد و ماشین را برای عملکرد بهینه پاسخگو نگه می‌دارد. حالت Qualify از پیشرانه با پتانسیل کامل خود استفاده می‌کند.
سیستم منطق کنترل از سه حوزه اصلی استفاده می‌کند: کنترل‌های ولتاژ بالا خودرو (شامل باتری‌ها)، سیستم بردار گشتاور RAC-e (کنترل محور چرخش- الکتریکی)، و MGUK همراه با موتور و جعبه‌دنده.

### پیشرانه
اس‌اف۹۰ استراداله به سه موتور الکتریکی مجهز است که خروجی ترکیبی ۲۲۰ اسب بخار متری (۱۶۲ کیلووات؛ ۲۱۷ اسب بخار ترمز) را به موتور وی۸ توربوشارژ دوقلو با توان خروجی ۷۸۰ اسب بخار متری (۵۷۴ کیلووات؛ ۷۶۹ اسب بخار) در ۷٬۵۰۰ دور در دقیقه اضافه می‌کند. قدرت کل این خودرو ۱٬۰۰۰ اسب بخار متری (۷۳۵ کیلووات؛ ۹۸۶ اسب بخار) در ۸٬۰۰۰ دور در دقیقه و حداکثر گشتاور ۸۰۰ نیوتن متر (۵۹۰ پوند-فوت) در ۶٬۰۰۰ دور در دقیقه است.
این موتور تکامل یافته واحد موجود در مدل‌های ۴۸۸ پیستا و اف۸ تریبوتو است. ظرفیت موتور اکنون با افزایش هر سوراخ سیلندر به ۸۸ میلیمتر (۳٫۴۶ اینچ) ۴٫۰ لیتر (۳٬۹۹۰ سانتی‌متر مکعب) است. ورودی و اگزوز موتور کاملاً اصلاح شده است. سرسیلندرهای موتور اکنون باریک‌تر شده‌اند و انژکتورهای سوخت مرکزی کاملاً جدید با فشار ۳۵۰ بار (۵٬۱۰۰ پوند بر اینچ مربع) کار می‌کنند. مجموعه توربوشارژرها نسبت به سیستم اگزوز پایین‌تر است و موتور ۵۰ میلیمتر (۲٫۰ اینچ) در شاسی پایین‌تر از سایر مدل‌های وی۸ موتور وسط قرار دارد تا مرکز ثقل پایین‌تری را حفظ کند. این موتور از یک چرخ فلایویل کوچک‌تر و یک منیفولد اگزوز اینکونل استفاده می‌کند.
چرخ‌های جلو توسط دو موتور الکتریکی (یکی برای هر چرخ) حرکت می‌کنند که گشتاور برداری را فراهم می‌کند. آنها همچنین به‌عنوان دنده معکوس عمل می‌کنند، زیرا جعبه‌دنده اصلی (هشت سرعته دو کلاچه) دنده معکوس ندارد.

### جعبه‌دنده
موتور اس‌اف۹۰ استراداله به یک جعبه دنده ۸ سرعته دوکلاچه جدید متصل شده است. جعبه‌دنده جدید ۱۰ کیلوگرم (۲۲ پوند) سبک‌تر و جمع و جورتر از جعبه‌دنده ۷ سرعته موجود است که توسط سایر محصولات سازنده استفاده می‌شود تا حدی به‌دلیل عدم وجود دنده معکوس اختصاصی است زیرا معکوس توسط موتورهای الکتریکی نصب شده در محور جلو انجام می‌شود. جعبه‌دنده جدید همچنین ۳۰٪ زمان تعویض سریع‌تر (۲۰۰ میلی ثانیه) دارد.

### داخل
یک صفحه نمایش خمیده ۱۶ اینچی که در پشت فرمان قرار دارد، آمارهای حیاتی مختلف خودرو را به راننده نمایش می‌دهد. این خودرو همچنین از یک نمایشگر هدآپ جدید استفاده می‌کند که می‌تواند خود را مطابق با حالت رانندگی انتخاب شده پیکربندی مجدد کند. فرمان از اف۸ منتقل شده است اما اکنون دارای چندین رابط لمسی خازنی برای کنترل عملکردهای مختلف خودرو است. سایر اهرم‌ها و دکمه‌های معمولی حفظ می‌شوند. فضای داخلی نیز طبق گفته سازنده، صدای موتور را به راننده منتقل می‌کند.

### فرمان‌پذیری
اس‌اف۹۰ استراداله از eSSC (کنترل لغزش جانبی الکتریکی) استفاده می‌کند که توزیع گشتاور را در هر چهار چرخ خودرو کنترل می‌کند. eSSC با eTC (کنترل کششی الکتریکی)، یک سیستم ترمز با سیم جدید ترکیب شده است که ترکیبی از سیستم ترمز هیدرولیک سنتی و موتورهای الکتریکی برای ارائه ترمز احیا کننده و بردار گشتاور بهینه است.

### شاسی
شاسی کاملاً جدید این خودرو ترکیبی از آلومینیوم و فیبر کربن است تا استحکام ساختاری را بهبود بخشد و بستر مناسبی برای سیستم هیبریدی خودرو فراهم کند. این خودرو پس از ترکیب وزن ۲۷۰ کیلوگرم (۵۹۵ پوند) سیستم الکتریکی، وزن خشک کل ۱٬۵۷۰ کیلوگرم (۳٬۴۶۱ پوند) دارد.

### عملکرد
فراری بیان می‌کند که اس‌اف۹۰ استراداله قادر است در ۲٫۵ ثانیه از حالت سکون به سرعت ۱۰۰ کیلومتر بر ساعت (۶۲ مایل بر ساعت) برسد، ۰ تا ۲۰۰ کیلومتر بر ساعت (۱۲۴ مایل بر ساعت) در ۶٫۷ ثانیه و حداکثر سرعت ۳۴۰ کیلومتر بر ساعت (۲۱۱ مایل بر ساعت). این سریع‌ترین خودروی جاده‌ای فراری در پیست فیورانو تا سال ۲۰۲۰ است که هفت دهم ثانیه سریع‌تر از لافراری است.

## طراحی

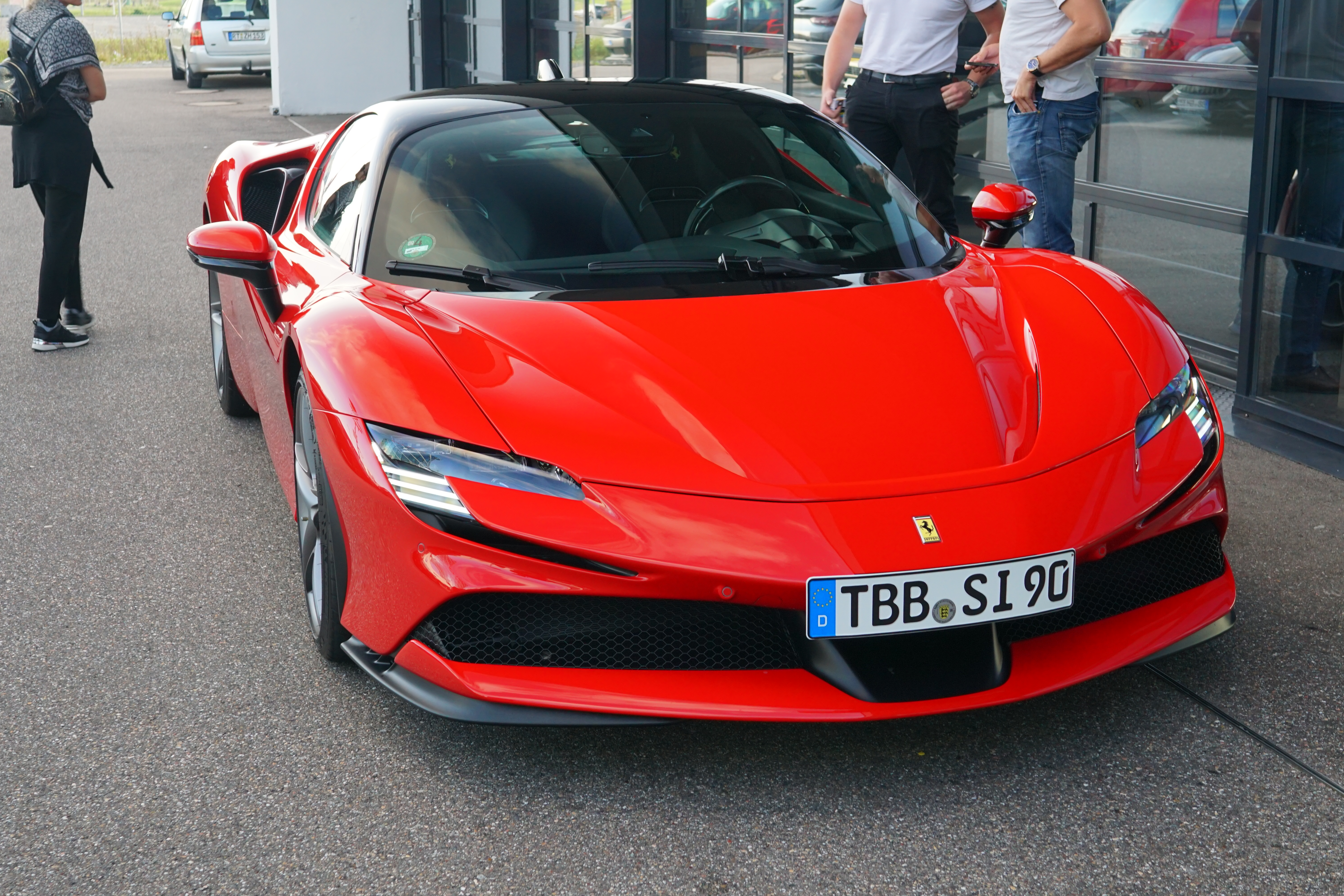
قسمت جلویی اس‌اف۹۰ استراداله.

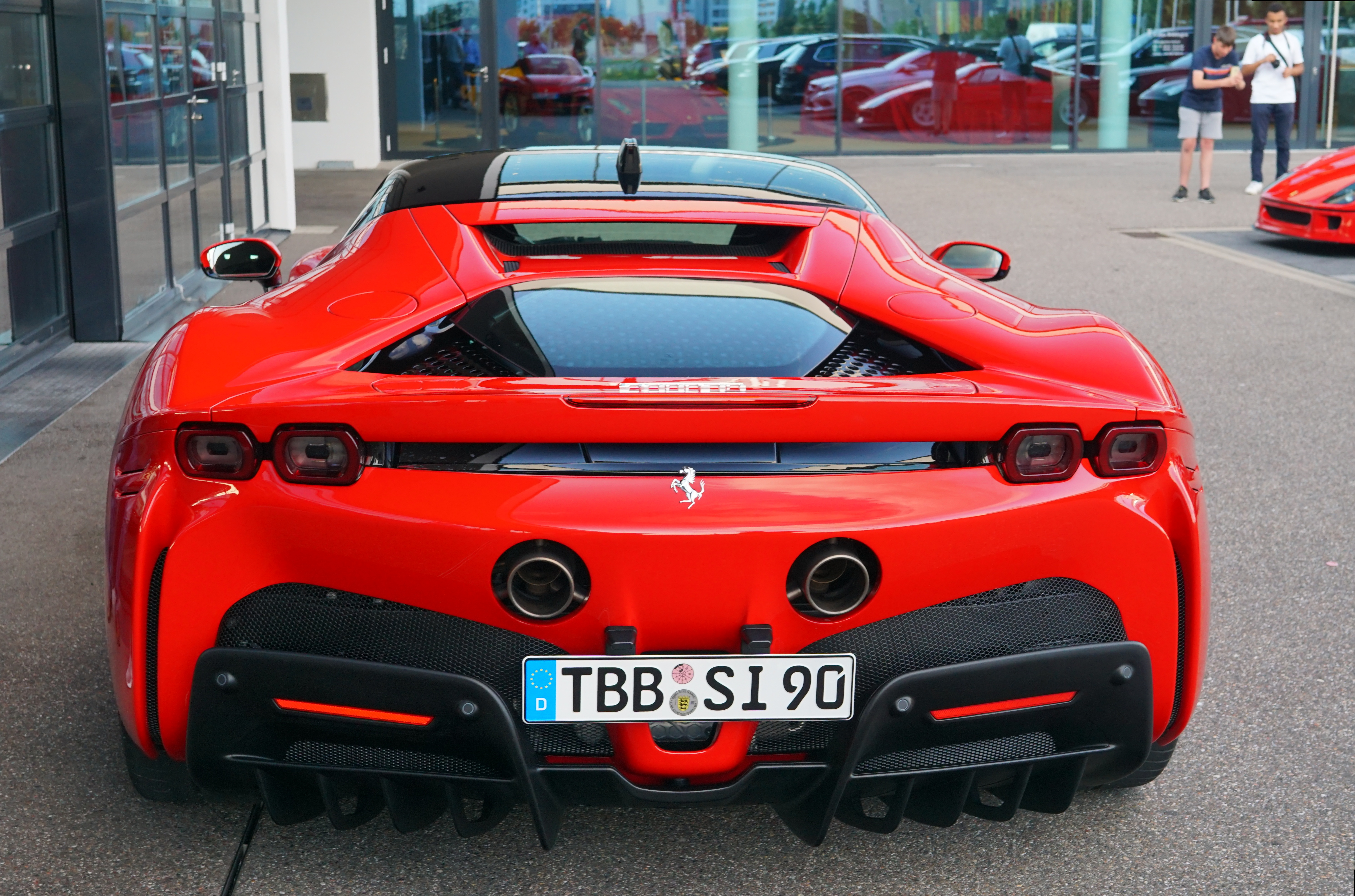
قسمت عقبی اس‌اف۹۰ استراداله.

سازنده ادعا می‌کند که اس‌اف۹۰ استراداله به‌دلیل یافته‌های جدید در دینامیک هوا و حرارت، می‌تواند ۳۹۰ کیلوگرم (۸۶۰ پوند) نیروی رو به پایین در سرعت ۲۵۰ کیلومتر بر ساعت (۱۵۵ مایل بر ساعت) ایجاد کند.
ویژگی اصلی طراحی، بال عقب دوقسمتی است که کاربرد سامانه کاهش پسار (DRS) مورد استفاده در فرمول یک است. یک عنصر ثابت در بال شامل چراغ عقب است، قطعات متحرک بال (که توسط سازنده «Gurney خاموش» نامیده می‌شود) با استفاده از محرک‌های الکتریکی به منظور به حداکثر رساندن نیروی رو به پایین در بدنه ادغام می‌شوند. اس‌اف۹۰ استراداله از تکامل ژنراتورهای گرداب فراری که در جلوی خودرو نصب شده‌اند استفاده می‌کند.
این خودرو برای استفاده موثرتر از قطعات آیرودینامیکی جدید خودرو و به منظور ترکیب رادیاتورها یا نیازهای خنک‌کننده سیستم هیبریدی خودرو، از طراحی کابین رو به جلو استفاده می‌کند. این طراحی با همکاری نزدیک مرکز استایلینگ فراری و مهندسان فراری است.
قسمت عقب خودرو بسیاری از عناصر نمادین استایل فراری مانند تکیه گاه‌های پرنده را حمل می‌کند. پوشش موتور تا حد امکان پایین نگه داشته شده است تا جریان هوا به حداکثر برسد. به گفته طراح اصلی این خودرو، فلاویو مانزونی، طراحی خودرو بین طراحی یک سفینه فضایی و یک ماشین مسابقه قرار دارد. نمای جانبی عقب به ۳۳۰ پی۳/۴ دهه ۱۹۶۰ بازمی‌گردد.